# 西木田景志
西木田 景志（にしきだ けいし、生年非公表）は、日本の漫画家。
2011年の『マガジンSPECIAL』No.10掲載の『我妻さんは俺のヨメ』（作画担当。原作は蔵石ユウ）で連載デビューした。

## 人物
幼少の頃『ドラゴンクエスト』に登場するスライムをよく描いていた。その絵を見た人が「うまい！」と喜んでくれたことが嬉しくて、漫画家を志すきっかけになった。日本アニメ・マンガ専門学校マンガクリエイト科卒。

## 作風
ラブコメディを得意としている。
最新作（2020年7月現在）の『キスしてくれなきゃ死んじゃう』は「平凡な高校生が、ある日同じクラスの強気な美少女の秘密―72時間ごとに1回異性とキスしなければ命に関わる病気にかかっている―を知り、彼女の治療に巻き込まれる」というコメディを前面に押し出した作品である。

## 作品リスト

### 連載
- 我妻さんは俺のヨメ（原作：蔵石ユウ、『マガジンSPECIAL』2011年10号[4] - 2012年8号[5]→『週刊少年マガジン』2012年42号[6] - 2014年43号[7]）
  - 番外編（『マガジンSPECIAL』2013年7号[8]）
- キスしてくれなきゃ死んじゃう（『マガジンポケット』2019年3月1日[9] - 2020年6月5日）
- グラぱらっ!（原作：桂あいり、『マガジンポケット』2023年8月4日[10] - 連載中）

### 書籍
- 『我妻さんは俺のヨメ』、原作：蔵石ユウ、講談社〈講談社コミックス〉、2012年 - 2014年、全13巻
- 『キスしてくれなきゃ死んじゃう』、講談社〈講談社コミックス〉2019年 - 2020年、全3巻
  1. 2019年7月9日発売[11]、ISBN 978-4-06-516607-9
  2. 2019年11月8日発売[12]、ISBN 978-4-06-517311-4
  3. 2020年7月9日発売[13]、ISBN 978-4-06-519306-8
- 『グラぱらっ!』、原作：桂あいり、講談社〈KCデラックス〉2023年 - 、既刊8巻（2025年8月6日現在）